# Nereis ligulata
Nereis ligulata är en ringmaskart som beskrevs av Hilbig 1992. Nereis ligulata ingår i släktet Nereis och familjen Nereididae. Inga underarter finns listade i Catalogue of Life.